# Montegranaro
Montegranaro is een gemeente in de Italiaanse provincie Fermo (regio Marche) en telt 12.934 inwoners (31-12-2004). De oppervlakte bedraagt 31,3 km², de bevolkingsdichtheid is 413 inwoners per km².

## Demografie
Montegranaro telt ongeveer 4236 huishoudens. Het aantal inwoners steeg in de periode 1991-2001 met 1,4% volgens cijfers uit de tienjaarlijkse volkstellingen van ISTAT.
| Jaar | Inwoneraantal |
| ---- | ------------- |
| 1991 | 12.688        |
| 2001 | 12.860        |

## Geografie
De gemeente ligt op ongeveer 279 m boven zeeniveau.
Montegranaro grenst aan de volgende gemeenten: Monte San Giusto (MC), Monte San Pietrangeli, Monte Urano, Montecosaro (MC), Morrovalle (MC), Sant'Elpidio a Mare, Torre San Patrizio.